# Zyginella albifrons
Zyginella albifrons är en insektsart som beskrevs av Géza Horváth 1897. Zyginella albifrons ingår i släktet Zyginella och familjen dvärgstritar. Utöver nominatformen finns också underarten Z. a. erubescens.